# Cteniogenidae
De Cteniogenidae zijn een familie die tot de orde der Choristodera gerekend moet worden. De familie telt tot nu toe slechts één geslacht, Cteniogenys. Cteniogenys leefde van het Midden- tot Laat-Jura in Europa en van het Laat-Jura tot het Laat-Krijt in Noord-Amerika.
Cteniogenys leek enigszins op een hagedis, had een amfibische levenswijze en werd 20 tot 50 centimeter lang. De familie der Cteniogenidae staat vrij laag in de stamboom der Choristodera, dat wil zeggen dat ze minder afgeleid zijn dan andere vormen als Champsosaurus en Hyphalosaurus. Samen met Champsosaurus was Cteniogenys een van de eerst ontdekte leden van de orde der Choristodera. Eerst werd echter gedacht dat het een kikker was, later een gewone hagedis. Pas vrij recent is men erachter dat Cteniogenys een choristoderum is.